# Natasha Nice
Natasha Nice (Fontenay-sous-Bois, 28 de julio de 1988) es una actriz pornográfica y modelo erótica francesa.

## Biografía
Muy joven, con tres años, su madre se trasladó con ella hacia Los Ángeles (California), donde vivían parte de su familia materna. Estudió en una escuela franco-estadounidense en el vecindario de Los Feliz.
Debutó como actriz pornográfica en 2006, a los 18 años de edad, Ha trabajado para estudios como Naughty America, Marc Dorcel, New Sensations, 3rd Degree, Girlsway, Blacked, Tushy, Vixen, MYLF, Evil Angel, Elegant Angel, Sweetheart Video, Brazzers, Naughty America, Digital Playground, Hustler, Reality Kings, Girlfriends Films o Jules Jordan Video, entre otros.
En 2008 recibió sus dos primeras nominaciones en los Premios AVN, siendo estas a Mejor actriz revelación y a la Mejor escena POV de sexo por POV Fantasy 7.
En junio de 2009, Nice, junto a las actrices Claire Dames y Alexa Jordan, y tres miembros de la película Fuck Team Five, que se estaba grabando, fue detenida y encarcelada. A los seis se les retuvo por cargos de conducta lasciva por exhibición en público.
Ha aparecido en más de 1000 películas como actriz.

## Nominaciones
| Año  | Ceremonia    | Resultado | Premio                                                 | Trabajo                          |
| ---- | ------------ | --------- | ------------------------------------------------------ | -------------------------------- |
| 2008 | Premios AVN  | Nominada  | Mejor actriz revelación                                | —                                |
| 2008 | Premios AVN  | Nominada  | Mejor escena POV de sexo                               | POV Fantasy 7                    |
| 2011 | Premios AVN  | Nominada  | Mejor escena escandalosa de sexo                       | Rocco's Bitch Party 2            |
| 2011 | Premios XBIZ | Nominada  | Mejor escena de sexo en película de parejas o temática | Love, Marriage & Other Bad Ideas |
| 2012 | Premios AVN  | Nominada  | Mejor actriz                                           | Dear Abby                        |
| 2013 | Premios AVN  | Nominada  | Mejor actriz                                           | Love is a Dangerous Game         |
| 2018 | Premios AVN  | Nominada  | Mejor escena de sexo en grupo                          | Naughty Natasha                  |
| 2021 | Premios XBIZ | Nominada  | Mejor escena de sexo en película vignette              | Not Who She Seems                |
| 2022 | Premios AVN  | Nominada  | Mejor escena de gangbang                               | Pass Around Wives E              |
| 2022 | Premios AVN  | Nominada  | Mejor escena de sexo en realidad virtual               | Friendly Neighborhood Horny Mom  |
| 2022 | Premios XBIZ | Nominada  | Artista MILF del año                                   | —                                |
| 2023 | Premios AVN  | Nominada  | Artista MILF/Cougar del año                            | —                                |
| 2023 | Premios AVN  | Nominada  | Mejor escena de trío H-M-H                             | Mommy's Boys Pt. 3               |
| 2023 | Premios XBIZ | Nominada  | Artista MILF del año                                   | —                                |
| 2024 | Premios AVN  | Nominada  | Artista MILF/Cougar del año                            | —                                |
| 2024 | Premios XBIZ | Nominada  | Artista MILF del año                                   | —                                |
| 2025 | Premios AVN  | Nominada  | Artista MILF / Cougar del año                          | —                                |
| 2025 | Premios XMA  | Nominada  | Artista MILF del año                                   | —                                |
| 2025 | Premios XMA  | Nominada  | Mejor escena de sexo en película lésbica               | Lesbian Threesomes 2             |
| 2025 | Premios XMA  | Nominada  | Mejor escena de sexo en película performance           | Busty Bombshell                  |
| 2025 | Premios XMA  | Nominada  | Mejor escena de sexo en primera actuación              | Natasha Nice: Busty Bombshell    |